# Komin Geologów
Komin Geologów – jaskinia w Górach Świętokrzyskich. Ma dwa otwory wejściowe położone w południowej ścianie Skałki Geologów, na terenie nieczynnych kamieniołomów Kadzielnia w Kielcach, w pobliżu Jaskini Urwistej na Kadzielni i Jaskini za Filarem, na wysokościach 259 i 269 m n.p.m. Długość jaskini wynosi 11 metrów, a jej deniwelacja 10 metrów. W przeszłości stanowiła ona jeden system jaskiniowy z Jaskinią Urwistą na Kadzielni.

Jaskinia znajduje się na terenie Rezerwatu Przyrody Kadzielnia i jest nieudostępniona turystycznie.

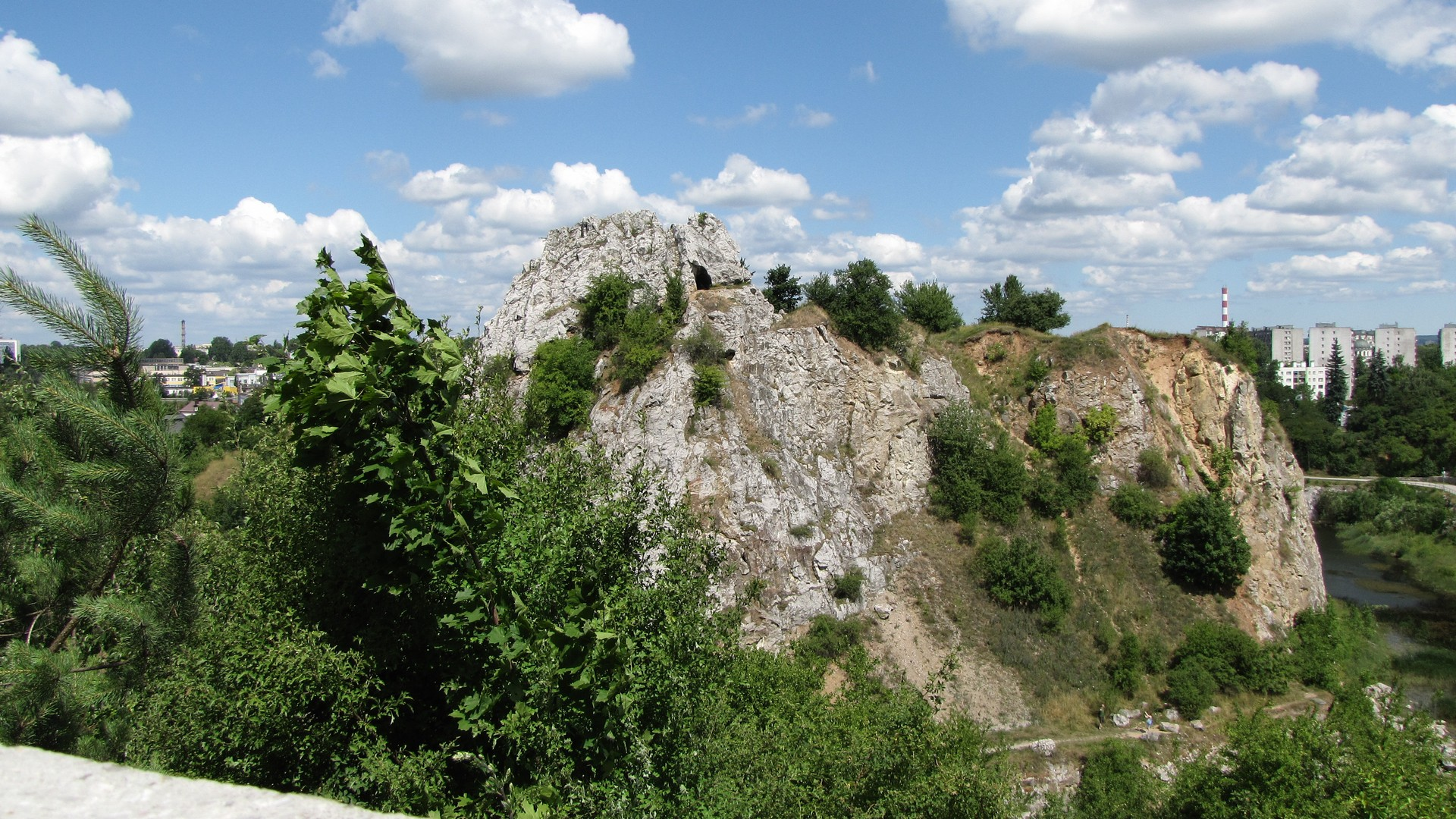
Skałka Geologów

## Opis jaskini
Jaskinię stanowi komin zaczynający się w sztucznym, wysokim otworze dolnym, a kończący w otworze górnym.

## Przyroda
W jaskini można spotkać polewy naciekowe. Ściany są suche, brak jest na nich roślinności.

## Historia odkryć
Jaskinia została odkryta podczas prac w kamieniołomie prawdopodobnie w latach pięćdziesiątych XX wieku. Jej opis i plan sporządzili J. Gubała i A. Kasza w 1996 roku.